# Lý Gia Hân
Lý Gia Hân (tiếng Trung: 李嘉欣, tiếng Anh: Michelle Reis, Tên khai sinh: Michele Monique Reis; sinh ngày 20 tháng 6 năm 1970) mang hai dòng máu Bồ Đào Nha và Hồng Kông là một nữ diễn viên và người mẫu người Hồng Kông gốc Bồ Đào Nha. Cô là một trong Tứ đại mỹ nhân Hồng Kông thập niên 90 bên cạnh Chung Sở Hồng, Quan Chi Lâm và Vương Tổ Hiền. Cô được ca tụng là Hoa hậu đẹp nhất lịch sử Hồng Kông.

## Tiểu sử
Michele Monique Reis sinh ra tại Ma Cao trong gia đình có cha là ông Francis Reis, một người Bồ Đào Nha còn mẹ là bà Ngô Quốc Phương (吴国芳), người gốc Thượng Hải. Cô có một chị gái tên Joanna Francisca Reis (Lý Gia Minh, 李嘉明). Cha cô sinh ra tại Hồng Kông. Trong Chiến tranh thế giới thứ hai, ông bị quân đội Nhật Bản bắt giam tại Trại tập trung Tiến Thâm Thủy, do thân hình vạm vỡ, ông được đưa đến làm việc trong một hầm mỏ của Nhật Bản cho đến khi quân Nhật bại trận. Mẹ cô lớn lên ở Thượng Hải, chuyển đến Hồng Kông sau chiến tranh và gặp gỡ cha cô tại đây. Cha mẹ cô ly dị năm 1987 và từ đó cô hiếm khi liên lạc với ông cũng như họ hàng. Ông qua đời tại Bệnh viện Prince of Wales vào ngày 22 tháng 8 năm 1995 sau khi chiến đấu với chứng rối loạn máu trong 8 tháng trước đó, hưởng thọ 73 tuổi.
Năm 14 tuổi, cô bắt đầu làm người mẫu bán thời gian để trang trải học phí.
Lý Gia Hân tốt nghiệp trường trung học Maryknoll Convent School, Hồng Kông với thành tích xuất sắc 2 điểm A (môn Kinh thánh và Tiếng Anh) và 7 điểm B trong kỳ thi tốt nghiệp.

## Sự nghiệp
Năm 1973, khi 3 tuổi, được nhân viên tìm kiếm ngôi sao phát hiện khi đang đi cùng mẹ trên đường và được mời quay một quảng cáo dành cho trẻ em.  Năm 1982, ở tuổi 12, cô đóng quảng cáo thứ hai.
Thời học sinh, nhiều lần cô đi trên đường và được mời đóng phim, quay quảng cáo nhưng từ chối vì muốn trở thành tiếp viên hàng không.
Lý Gia Hân cho biết từ nhỏ cô không được chú ý về ngoại hình, thời tiểu học cô đeo cặp kính cận thị to. Sau 12 tuổi, cô bắt đầu làm người mẫu quảng cáo, bắt đầu biết cách ăn mặc và dần dần có người chú ý đến vẻ đẹp của cô.
Trong cuộc thi Hoa hậu Hồng Kông năm 1988, Lý Gia Hân đã được trao vương miện hoa hậu, cô cũng là người chiến thắng tại cuộc thi Hoa hậu Quốc tế Người Hoa tổ chức cùng năm.
Sau hai cuộc thi sắc đẹp, Lý Gia Hân được hãng TVB mời đóng bộ phim truyền hình Declaration of Help và gia nhập làng điện ảnh Hồng Kông. Vai diễn điện ảnh đầu tiên của cô là trong bộ phim Thiến nữ u hồn 2 (1990), vai Nhạc Linh San trong Tiếu ngạo giang hồ: Đông Phương Bất Bại (1991). Lý Gia Hân còn được đạo diễn Vương Gia Vệ chọn vào vai chính trong Đọa lạc thiên sứ (1995).

## Đời tư
Năm 2007, có thông tin rằng Lý Gia Hân đã mai mối chị gái Lý Gia Minh gặp gỡ với tỷ phú Cố Nghị Dũng (顾毅勇), chủ tịch tập đoàn kính mắt Sun Hing Vision Group (新兴光学集团控股有限公司) với tài sản ước tính 10 tỷ HK$. Cặp đôi nhanh chóng phát triển tình cảm. Tuy nhiên tại thời điểm đó, Cố Nghị Dũng đã có vợ cùng hai con (1 trai, 1 gái) và phải đến năm 2012 mới hoàn tất thủ tục ly hôn. Lý Gia Minh chịu làm người thứ 3 suốt 5 năm. Năm 2010, Gia Minh được báo chí bắt gặp có bầu khoảng 5 tháng và sinh con trai Ayden vào tháng 9 năm 2010. Sau khi Cố Nghị Dũng ly hôn, cô chính thức bước chân vào gia đình tỷ phú.
Trước đây, bản thân Lý Gia Hân có mối tình kéo dài hơn 10 năm với tỷ phú Lưu Loan Hùng và có tin đồn là nguyên nhân khiến ông này ly dị với người vợ trước. Khoảng 5 năm sau khi chia tay Lưu Loan Hùng, cô gặp gỡ tỷ phú Hứa Tấn Hanh.
Năm 2006, Lưu Loan Hùng cho ra mắt chiến dịch quảng cáo dưới tên "The One" để chúc mừng Lý Gia Hân vào sinh nhật lần thứ 36 của cô. Lúc này cô đã hẹn hò với Hứa Tấn Hanh. Sau này khi kể về cách Hứa Tấn Hanh phản ứng với điều này vào thời điểm đó, Lý Gia Hân thẳng thắn chia sẻ rằng anh không quan tâm chút nào, bởi vì quá khứ đã qua  và cô cũng rất ngưỡng mộ cách làm của chồng.
Cặp đôi đã tổ chức đám cưới vào ngày 23 tháng 11 năm 2008 sau hai năm hẹn hò.
Lý Gia Hân sinh con trai Jayden Max "JM" Hứa Kiến Đồng vào ngày 8 tháng 2 năm 2011 bằng phương pháp sinh mổ tại Bệnh viện Dưỡng Hòa (Hong Kong Sanatorium and Hospital). Lúc mới sinh, Jadyen nặng 2.93 kg và dài 49 cm. Vợ chồng Lý Gia Hân đã đứng tên thành lập quỹ từ thiện JM Children's Charitable Foundation để giúp đỡ trẻ em có hoàn cảnh khó khăn.
Lý Gia Hân cũng đồng thuận ủng hộ Luật An ninh Hồng Kông.

## Danh sách phim
| - Thập nguyệt vi thành (2009) - Đỗ Thập Nương (2003) - Giai Nhân Xấu Xí (2002) - Bí Quyết Chỉnh Hình (2002) - Chủ Nhân Và Người Tình (2001) - Tình yêu bánh mì trắng (愛情白麵包, 2001) - Hiệp Cốt Nhân Tâm (2000) - The City of Lost Souls (2000) - Muốn có anh (2000) - The Island Tales (1999) - Round About Midnight (1999) - Hắc mã hoàng tử (1999) - Hải Thượng Hoa (1998) - Cổ Hoặc Tử 4: Chiến Vô Bất Thắng (1997) - Thiên Địa Hùng Tâm (1997) - Ngày 13 tháng 7 USLT (1996) - Đọa lạc thiên sứ (1995) | - Hải Giác Nguy Tình (海角危情, 1994) - Tuý Quyền III (1994) - Điệp Ảnh Kinh Tình (疊影驚情, 1993) - Phương Thế Ngọc (1993) - Bá Chủ Bịp Thành II (1992) - Tuyết sơn phi hồ (1992) - Lộc Đỉnh ký 2: Thần long giáo (1992) - Hiệp Nữ Truyền Kỳ (1992) - Yêu Quái Đô thị (1992) - Tây Tạng Tiểu Tử (1992) - Hào môn dạ yến (1991) - Tiếu ngạo giang hồ: Đông Phương Bất Bại (1991) - Lương Túc 100 điểm (靚足100分,1990) - Tuyên ngôn cứu mạng (救命宣言, 1990) - Nhất Kế Nhì Tài (1990) - Thiến nữ u hồn phần II (1990) - Khởi Vĩ Chú (起尾注, 1990) |